# Populous (serie)
Populous es una serie de videojuegos creada por Peter Molyneux y desarrollada por Bullfrog Productions. La serie se inició con el lanzamiento de Populous en 1989, seguida de dos secuelas y varios paquetes de expansión. La serie es considerada como el primer juego en introducir el género de simulación de dios.

## Descripción
Todos los juegos de la serie siguen la misma premisa: el jugador asume el rol de una deidad, y mediante el control de sus fieles y el uso de intervención divina (causando desastres u otorgando bendiciones), debe guiar a su pueblo a la conquista de otras deidades y sus seguidores; con excepción de Populous: The Beginning, el tercer juego de la serie, donde el jugador comienza siendo un shamán, pero eventualmente obtiene el estatus de dios.
Los gráficos de los juegos han venido evolucionando con el paso de los años. Las primeras dos entregas, junto con Populous DS, utilizaron una perspectiva isométrica, mientras que la tercera edición del juego, lanzada el 1998, utilizó gráficos en tres dimensiones por única vez.

## Juegos
La serie incluye los siguientes juegos:
- Populous (1989)
  - Populous: The Promised Lands (1989)
  - Populous: The Final Frontier (1989)
- Populous II: Trials of the Olympian Gods (1991)
  - Populous II: The Challenge Games (1992)
- Populous: The Beginning (1998)
  - Populous: The Beginning - Undiscovered Worlds (1999)
- Populous DS (2007)

El juego de 2011 de Ubisoft, From Dust, fue promocionado como el "sucesor espiritual" de Populous, aunque no tiene una conexión oficial con la serie.
- Datos: Q3262052